# Hackmania saphes
Espèce
Synonymes
- Argenna saphes Chamberlin, 1948

Hackmania saphes est une espèce d'araignées aranéomorphes de la famille des Argyronetidae.

## Répartition
Cette espèce se rencontre aux États-Unis en Utah, au Colorado, au Nouveau-Mexique et au Wyoming et au Canada en Alberta et en Saskatchewan,.

## Description

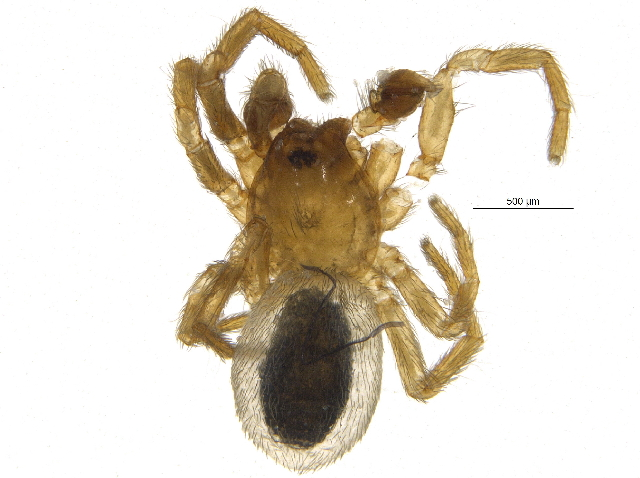
Hackmania saphes ♂

La femelle holotype mesure 2 mm.
Le mâle décrit par Chamberlin et Gertsch en 1958 mesure 1,80 mm et la femelle 2 mm.

## Systématique et taxinomie
Cette espèce a été décrite sous le protonyme Argenna saphes par Chamberlin en 1948. Elle est placée dans le genre Hackmania par Lehtinen en 1967.

## Publication originale
- Chamberlin, 1948 : « The genera of North American Dictynidae. » Bulletin of the University of Utah, vol. 38, no 15, p. 1-31.